# Cupressus nivea
Cupressus nivea là một loài thực vật hạt trần trong họ Cupressaceae. Loài này được Gordon mô tả khoa học đầu tiên năm 1858.